# Holland (condado de Brown, Wisconsin)
Holland es un pueblo ubicado en el condado de Brown en el estado estadounidense de Wisconsin. En el Censo de 2010 tenía una población de 1.519 habitantes y una densidad poblacional de 16,3 personas por km².

## Geografía
Holland se encuentra ubicado en las coordenadas 44°16′28″N 88°5′57″O / 44.27444, -88.09917. Según la Oficina del Censo de los Estados Unidos, Holland tiene una superficie total de 93.2 km², de la cual 93.2 km² corresponden a tierra firme y (0%) 0 km² es agua.

## Demografía
Según el censo de 2010, había 1.519 personas residiendo en Holland. La densidad de población era de 16,3 hab./km². De los 1.519 habitantes, Holland estaba compuesto por el 97.89% blancos, el 0% eran afroamericanos, el 0.13% eran amerindios, el 0.2% eran asiáticos, el 0% eran isleños del Pacífico, el 1.18% eran de otras razas y el 0.59% pertenecían a dos o más razas. Del total de la población el 1.58% eran hispanos o latinos de cualquier raza.